# موی زیر بغل
موی زیر بغل قسمتی از موی بدن است که در ناحیه زیر بغل می‌روید.

## رشد و کارکرد

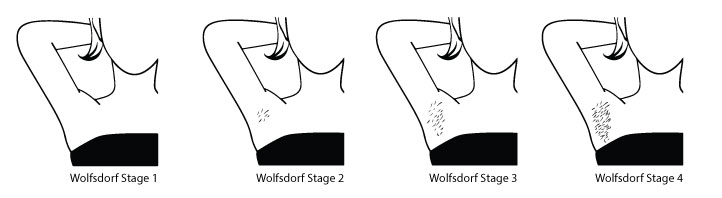
مراحل رشد موی زیر بغل.

موی زیر بغل بخشی از موی بدن انسان به‌شمار می‌رود و به‌طور معمول در آغاز بلوغ شروع به روییدن می‌کند و رشد آن معمولاً تا پایان سال‌های نوجوانی کامل می‌شود.
موی زیر بغل ۴ مرحله رشد را پشت سر می‌گذارد که توسط آندروژن‌های ضعیف ساخته شده توسط آدرنال در مردان و زنان در دوران آدرناک و تستوسترون از بیضه در مردان در دوران بلوغ هدایت می‌شود. همان‌طور که رشد موهای زهار را می‌توان برپایه مقیاس تانر بررسی کرد، موهای زیر بغل را نیز می‌توان با همین مقیاس طبقه‌بندی کرد. جوزف ولفسدورف، پزشک متخصص کودکان، مراحل رشد موی زیر بغل را به ترتیب زیر مرحله‌بندی کرده‌است:
- مرحله ۱ ولفسدورف- بدون موی زیر بغل
- مرحله ۲ ولفسدورف- موی زیر بغل اندک (معمولاً همزمان با شروع آدرناک)
- مرحله ۳ ولفسدورف- موی زیر بغل زمخت، نابالغ
- مرحله ۴ ولفسدورف- موی زیر بغل کامل بزرگسالان

مرحله‌بندی موی زیر بغل بیمار به پزشک این امکان را می‌دهد تا رشد کودک را به صورت طولی بررسی کند.
اهمیت تکاملی موی زیر بغل انسان هنوز مورد بحث است. به‌طور طبیعی ممکن است عرق و رطوبت‌های دیگر بدن را دور از بدن نگه‌دارد و به تهویه و خنک‌ماندن کمک کند؛ بنابراین باکتریهای تولیدکننده بو از سطح پوست دور می‌شوند.هوازی زیر ب
- موی زیر بغل مردانه
- موی زیر بغل زنانه

## نگرش‌های فرهنگی
امروز زنان در بسیاری از کشورهای غربی به‌طور منظم موی زیر بغل خود را اصلاح می‌کنند. در گذشته مردان به طور معمول موی زیر بغل خود را اصلاح نمی‌کردند اما امروزه مردان بیشتری موی زیر بغل را اصلاح می‌کنند. برخی بنابر دلایل مذهبی موی زیر بغل خود را اصلاح می‌کنند. به عنوان مثال، برخی در فرهنگ اسلامی، هم زن و هم مرد، موهای زیر بغل را برای رعایت دستورهای مذهبی مربوط به پاکیزگی، اصلاح می‌کنند. حذف موی زیر بغل توسط پیامبر اسلام، محمد (۵۷۰–۶۳۲)، توصیه شده‌است.
بسیاری از شناگران تقریباً تمام موهای بدن خود را از جمله موهای زیر بغل را می‌زدایند و باور دارند که این کار باعث می‌شود بدن آن‌ها در طول مسابقه روانتر شود. بسیاری از بدنسازان مرد و کشتی‌گیران حرفه‌ای نیز موهای بدن خود را برای زیبایی بیشتر می‌زدایند.
سنکای جوان بیان می‌کند که این کار در روم باستان معمول بوده‌است (نامه ۱۱۴).
در سال ۲۰۱۵، رنگ آمیزی موهای زیر بغل میان فمینیست‌ها در ایالات متحده تبدیل به مد شد.

## در هنر
در آثار هنری معمولاً موی زیر بغل برداشته می‌شود. امروزه نشان دادن آن نشانه نوگرایی است. به تصویر کشیدن موی زائد بدن در قرون وسطا به‌ندرت، در دوران رنسانس رایج‌تر و امروزه بسیار رایج است.